# Châu Âu học
Châu Âu học là ngành của khoa học xã hội với mục tiêu nghiên cứu con người và xã hội châu Âu. Chủ đề nghiên cứu gồm:
- Sắc tộc
- Văn hóa
- Kinh tế
- Ngôn ngữ
- Địa lý
- Lịch sử
- Quan hệ quốc tế
- Luật pháp
- Văn học
- Triết học
- Chính trị
- Xã hội